# ジェイムズ・ホエール
ジェイムズ・ホエール（James Whale, 1889年7月22日 - 1957年5月29日）は、イギリス出身の映画監督。『透明人間』、『フランケンシュタイン』、『フランケンシュタインの花嫁』などのホラー映画で傑作を残し、同時期に活躍したトッド・ブラウニングと共に「ホラー映画の巨匠」と呼ばれている。

## 生涯

### 幼少期〜青年期
ホエールはイングランドのダドリーで製鉄業者である父と看護師である母との間に生まれた、7人兄弟の6番目の子供であった。兄弟達のように重工業の仕事につくのを望まなかったホエールは靴直しの仕事を始めた。彼は自らの芸術的才能に気づき、近所の看板や値札に文字を書いて稼いだ金で、Dudley School of Arts and Craftsの夜間クラスに通った。
1915年8月、第一次世界大戦の最中にホエールは軍隊に入隊し、1916年7月にウスターシャー連隊に参加した。1917年8月に捕虜となり、その間絵を描いたりスケッチをすることを楽しんでいたが、収容所で上演されるアマチュア芝居に関わり始め、「大きな喜びと娯楽の源」と感じるようになった。

### 舞台からのスタート
停戦後、ホエールはバーミンガムに戻り、プロの舞台関係者としてのキャリアを積み始めた。1928年、当時は無名だったロバート・C・シェリフの戯曲『旅路の果て（en:Journey's End）』の演出の依頼が2つホエールの元に届く。主演は当時あまり知られていなかった若手俳優ローレンス・オリヴィエだったが、舞台は大成功し、ウエストエンドの劇場でも上演され、600公演が行われた（このときの主役は若手俳優であったコリン・クライヴ。本人は自分の役を誇りに思っていた）。ホエールはこの作品のブロードウェイ上演も手がけた。

### ハリウッド
『旅路の果て』の公演の成功により、ホエールは映画プロデューサーの注目を集めるようになった。ちょうど映画界がサイレントからトーキーへの移行時期に突入していたため、彼らは台詞の経験がある俳優や監督に興味を示していた。ホエールは1929年にハリウッドに行き、翌年『旅路の果て』の映画化作品で監督デビューする。コリン・クライヴが主人公のスタンホープ役を再度演じたこの映画は、批評的にも商業的にも大成功を収めた。
1931年、ホエールはユニバーサルと5年契約を結んだ。同社での最初の監督作はロバート・E・シャーウッドのブロードウェイ劇を基にした『ウォタルウ橋』。
ユニバーサルの最高責任者カール・レムリ・Jrは、次作としてスタジオが権利を持つ作品ならどれでも選べると伝えた。戦争映画以外のものを作りたかったホエールは、メアリー・シェリーの1818年の小説『フランケンシュタイン』を選び、コリン・クライヴをフランケンシュタイン博士、『ウォタルウ橋』の主演女優メイ・クラークを婚約者エリザベス役に起用。怪物役には、幅広い脇役経験を持つボリス・カーロフを抜擢した。完成した『フランケンシュタイン』は評論家や観客に絶賛され、全米で興行成績記録を塗り替え、初公開時にはユニバーサルに1,200万ドルの収益をもたらした。

### 自殺
1957年5月29日未明ハリウッドにある自宅付属プールで溺死体で発見され、警察の捜査で入水自殺と断定された。

## 伝説

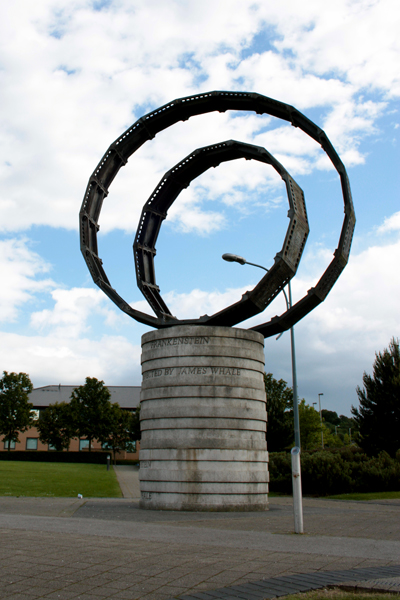
ダドリーにあるホエールのためのモニュメント

ホエールはハリウッドで活躍している間、自分が同性愛者であることを公表していた。
イアン・マッケランがホエールを演じた映画『ゴッド・アンド・モンスター』では、彼の人格やアマチュア監督時代の様子、そして医療的および精神的な状態が描かれた。
2002年、ホエールの故郷ダドリーにある新しい複合映画館の土地に、彼のためのモニュメントが立てられた。モニュメントは映画フィルムの形をしており、その1こまの中にはフランケンシュタインに出てくる怪物の顔が彫り込まれており、フィルム入れの缶の形をした基礎の部分には彼が監督した有名な映画の題名が数多く彫られている。

## 監督作品
- 暁の総攻撃 Journey's End (1930)
- ウォタルウ橋 Waterloo Bridge (1931)
- フランケンシュタイン Frankenstein (1931)
- 待ちかねる処女 The Impatient Maiden (1932)
- 魔の家 The Old Dark House (1932)
- 粧いの夫人 The Kiss Before the Mirror (1933)
- 透明人間 The Invisible Man (1933)
- 客間の燭台 By Candlelight (1933)
- 女は求む One More River (1934)
- フランケンシュタインの花嫁 Bride of Frankenstein (1935)
- 不在証明なき犯罪 Remember Last Night? (1935)
- ショウボート Show Boat (1936)
- The Road Back (1937)
- The Great Garrick (1937)
- Sinners in Paradise (1938)
- Wives Under Suspicion (1938)
- Port of Seven Seas (1938)
- The Man in the Iron Mask (1939)
- Green Hell (1940)
- They Dare Not Love (1941)
- Hello-out there! (1949) (1967年までに公開されなかった、オムニバス映画の一本)